# Brittiska mästerskapet 1903/1904
Brittiska mästerskapet 1903/1904 var den 21:a säsongen av Brittiska mästerskapet i fotboll. 

## Tabell
| Nr | Lag       | S | V | O | F | GM | IM | MS | P |
| -- | --------- | - | - | - | - | -- | -- | -- | - |
| 1  | England   | 3 | 2 | 1 | 0 | 6  | 3  | +3 | 5 |
| 2  | Irland    | 3 | 1 | 1 | 1 | 3  | 4  | −1 | 3 |
| 3  | Skottland | 3 | 0 | 2 | 1 | 2  | 3  | −1 | 2 |
| 3  | Wales     | 3 | 0 | 2 | 1 | 3  | 4  | −1 | 2 |

## Matcher
|  | 29 februari 1904 | Wales                       | 2 – 2 | England                 | Racecourse Ground |         |
|  |                  | Walter Watkins Lloyd Davies |       | Alf Common Joseph Bache | Wrexham           | Wrexham |
|  |                  |                             |       |                         | Wrexham           | Wrexham |
|  |                  |                             |       |                         | Wrexham           | Wrexham |

|  | 12 mars 1904 | Irland      | 1 – 3 | England                              | Solitude |         |
|  |              | Jack Kirwan |       | Alf Common Joseph Bache George Davis | Belfast  | Belfast |
|  |              |             |       |                                      | Belfast  | Belfast |
|  |              |             |       |                                      | Belfast  | Belfast |

|  | 12 mars 1904 | Skottland       | 1 – 1   | Wales              | Dens Park                                                       |                                                                 |
|  |              | Bobby Walker 5′ | (1 – 0) | 65′ Bobby Atherton | Dundee Publik: 1 200 Domare: Frederick Thomas Kirkham (England) | Dundee Publik: 1 200 Domare: Frederick Thomas Kirkham (England) |
|  |              |                 |         |                    | Dundee Publik: 1 200 Domare: Frederick Thomas Kirkham (England) | Dundee Publik: 1 200 Domare: Frederick Thomas Kirkham (England) |
|  |              |                 |         |                    | Dundee Publik: 1 200 Domare: Frederick Thomas Kirkham (England) | Dundee Publik: 1 200 Domare: Frederick Thomas Kirkham (England) |

|  | 21 mars 1904 | Wales | 0 – 1 | Irland          | Penryhn Park |        |
|  |              |       |       | Billy McCracken | Bangor       | Bangor |
|  |              |       |       |                 | Bangor       | Bangor |
|  |              |       |       |                 | Bangor       | Bangor |

|  | 26 mars 1904 | Irland             | 1 – 1   | Skottland           | Dalymount Park                                                  |                                                                 |
|  |              | James Sheridan 70′ | (0 – 1) | 22′ Robert Hamilton | Dublin Publik: 1 000 Domare: Frederick Thomas Kirkham (England) | Dublin Publik: 1 000 Domare: Frederick Thomas Kirkham (England) |
|  |              |                    |         |                     | Dublin Publik: 1 000 Domare: Frederick Thomas Kirkham (England) | Dublin Publik: 1 000 Domare: Frederick Thomas Kirkham (England) |
|  |              |                    |         |                     | Dublin Publik: 1 000 Domare: Frederick Thomas Kirkham (England) | Dublin Publik: 1 000 Domare: Frederick Thomas Kirkham (England) |

|  | 9 april 1904 | Skottland | 0 – 1   | England           | Celtic Park                                              |                                                          |
|  |              |           | (0 – 0) | 64′ Steve Bloomer | Glasgow Publik: 45 000 Domare: William Nunnerley (Wales) | Glasgow Publik: 45 000 Domare: William Nunnerley (Wales) |
|  |              |           |         |                   | Glasgow Publik: 45 000 Domare: William Nunnerley (Wales) | Glasgow Publik: 45 000 Domare: William Nunnerley (Wales) |
|  |              |           |         |                   | Glasgow Publik: 45 000 Domare: William Nunnerley (Wales) | Glasgow Publik: 45 000 Domare: William Nunnerley (Wales) |